# Alicja Kryczało
Alicja Kryczało (25 maggio 1981) è una schermitrice polacca, vincitrice di una medaglia di argento ai campionati mondiali di scherma.

## Palmarès
In carriera ha conseguito i seguenti risultati:
- Mondiali di scherma

Seul 1999: argento nel fioretto a squadre.
- Europei di scherma

Funchal 2000: bronzo nel fioretto a squadre.